# Big Bend (comté de Butte, Californie)
Pour les articles homonymes, voir Big Bend.
Big Bend (anciennement orthographié Bigbend) est une communauté non incorporée située dans le comté de Butte, dans l'État de Californie, aux États-Unis. Elle se trouve à 704 m d'altitude.
Un bureau de poste est ouvert à Big Bend de 1883 à 1891.